# Џордан Питерсон
Џордан Бернт Питерсон (енгл. Jordan Bernt Peterson; Едмонтон, 12. јун 1962) канадски је клинички психолог, писац, јавни интелектуалац и бивши универзитетски професор.
Његове главне области истраживања су патопсихологија, социјална психологија и психологија личности, са посебним интересовањем за психологију верских и идеолошких уверења, као и процена и унапређење појединца и продуктивности.
Питерсон је студирао на универзитету у Алберти и универзитету Макгил. Остаје на Макгилу, након пост-докторских студија у периоду од 1991. до 1993. године пре преласка на Универзитет Харвард, где је био помоћник, а затим доцент психологије. Године 1998. преселио се у Канаду, на универзитет у Торонту, где је редовни професор.
Његова прва књига Мапе значења: Архитектура Вере је објављена 1999. године, рад који је кроз неколико научних области, описао структуре система веровања и митова и њихову улогу у регулацији емоција, стварање смисла и мотивације за геноцид. Његова друга књига, 12 правила живота: антидот хаоса, објављена је јануара 2018. године.
Године 2016. Питерсон је објавио низ видео снимака на Јутјуб каналу, у којим је критиковао политичку коректност и канадску владу. Касније је добио значајну медијску пажњу.

## Биографија
Одрастао је у Фервју, Алберта, малом граду северно-западно од места свог рођења, Едмонтона, у Канади. Он је био најстарији од троје деце. Добио је средње име Бернт, по прадеди из Норвешке.
Када је имао 13 година, Питерсон је открио дела Џорџа Орвела, Олдуса Хакслија, Александра Солжењицина и Ајн Ранд захваљујући својој школској библиотекарки Сенди Нотли, мајци Рејчел Нотли, председници Нове демократске партије Алберте и 17. премијерке Алберте. Питерсон је такође радио за Нову демократску партију (НДП) током тинејџерских година, али је постао разочаран партијом због онога што је Орвел у свом делу "Пут за Виган" назвао преовлађивање "интелектуалних социјалиста средње класе који носе твид" и који "не воле сиромашне, они само мрзе богате". Напустио је НДП у својој 18. години.
Након што је завршио средњу школу у Фервјуу 1979. године, Питерсон је уписао политичке науке и енглеску књижевност на Гранд Прери Регионалном Колеџу. Касније се пребацио на Универзитет Алберте, гдје је завршио основне академске студије у области политичких наука 1982. године. Након тога, узео је годину паузе како би посетио Европу. Ту је развио интерес за психолошке изворе Хладног рата, нарочито за тоталитарне режиме 20. века, а често су га походиле и ноћне море о ескалацији трке у нуклеарном наоружавању. Као резултат тога, постао је забринут због људског капацитета за зло и уништење, па је одговоре тражио у делима Карла Јунга, Александра Солжењицина и Фјодора Достојевског. Вратио се на Универзитет Алберте, гдје је 1984. завршио бечлор студије и у области психологије. 1985. преселио се у Монтреал како би похађао Макгил Универзитет. Ту је стекао докторат у области клиничке психологије, под менторством Роберта О. Фила 1991. године.

## Дела

### Књиге
- Peterson, Jordan B. (1999). Maps of Meaning: The Architecture of Belief. Routledge. ISBN 978-0-415-92222-7.
- Peterson, Jordan B. (2018). 12 Rules for Life: An Antidote to Chaos. Penguin Random House. ISBN 978-0-345-81602-3.
- Peterson, Jordan B. (2021). Beyond Order: 12 More Rules for Life. Penguin Random House. ISBN 978-0-735-27833-2.
- Peterson, Jordan B. (2022). An ABC of Childhood Tragedy. Libra Press. ISBN 9781955858090.
- We Who Wrestle with God. Penguin Random House. 2024. ISBN 978-0-593-54253-8.

### Одабране публикације
- Peterson J. B.; Rothfleisch J.; Zalazo P.; Pihl R. O. (1990). „Acute alcohol intoxication and cognitive functioning”. Journal of Studies on Alcohol. 51 (2): 114—122. PMID 2308348. doi:10.15288/jsa.1990.51.114.
- Pihl R. O.; Peterson J. B.; Finn P. R. (1990). „Inherited Predisposition to Alcoholism: Characteristics of Sons of Male Alcoholics”. Journal of Abnormal Psychology. 99 (3): 291—301. PMID 2212280. doi:10.1037/0021-843X.99.3.291.
- Pihl R. O.; Peterson J. B.; Lau M. A. (1993). „A biosocial model of the alcohol–aggression relationship”. Journal of Studies on Alcohol, Supplement. 11 (11): 128—139. PMID 8410954. doi:10.15288/jsas.1993.s11.128.
- Stewart S. H.; Peterson J. B.; Pihl R. O. (1995). „Anxiety sensitivity and self-reported alcohol consumption rates in university women”. Journal of Anxiety Disorders. 9 (4): 283—292. doi:10.1016/0887-6185(95)00009-D.
- Peterson J. B.; Smith K. W.; Carson S. (2002). „Openness and extraversion are associated with reduced latent inhibition: Replication and commentary”. Personality and Individual Differences. 33 (7): 1137—1147. CiteSeerX 10.1.1.996.7108 . doi:10.1016/S0191-8869(02)00004-1.
- DeYoung C. G.; Peterson J. B.; Higgins D. M. (2002). „Higher-order factors of the Big Five predict conformity: Are there neuroses of health?”. Personality and Individual Differences. 33 (4): 533—552. CiteSeerX 10.1.1.548.5403 . doi:10.1016/S0191-8869(01)00171-4.
- Carson S. H.; Quilty L. C.; Peterson J. B. (2003). „Decreased Latent Inhibition Is Associated With Increased Creative Achievement in High-functioning Individuals”. Journal of Personality and Social Psychology. 85 (3): 499—506. PMID 14498785. doi:10.1037/0022-3514.85.3.499.
- DeYoung C. G.; Peterson J. B.; Higgins D. M. (2005). „Sources of openness/intellect: Cognitive and neuropsychological correlates of the fifth factor of personality”. Journal of Personality. 73 (5): 825—858. CiteSeerX 10.1.1.495.418 . PMID 15958136. doi:10.1111/j.1467-6494.2005.00330.x.
- Carson S. H.; Quilty L. C.; Peterson J. B. (2005). „Reliability, Validity, and Factor Structure of the Creative Achievement Questionnaire”. Creativity Research Journal. 17 (1): 37—50. S2CID 146304521. doi:10.1207/s15326934crj1701_4.
- Mar R. A.; Oatley K.; Hirsh J. B.; Paz J. D.; Peterson J. B. (2006). „Bookworms versus nerds: Exposure to fiction versus non-fiction, divergent associations with social ability, and the simulation of fictional social worlds”. Journal of Research in Personality. 40 (5): 694—712. doi:10.1016/j.jrp.2005.08.002.
- DeYoung C. G.; Hasher L.; Djikic M.; Criger B.; Peterson J. B. (2007). „Morning people are stable people: Circadian rhythm and the higher-order factors of the Big Five”. Personality and Individual Differences. 43 (2): 267—276. doi:10.1016/j.paid.2006.11.030.
- DeYoung C. G.; Quilty L. C.; Peterson J. B. (2007). „Between Facets and Domains: 10 Aspects of the Big Five”. Journal of Personality and Social Psychology. 93 (5): 880—896. PMID 17983306. doi:10.1037/0022-3514.93.5.880.
- Mar R. A.; Oatley K.; Peterson J. B. (2009). „Exploring the link between reading fiction and empathy: Ruling out individual differences and examining outcomes”. The European Journal of Communication Research. 34 (4): 407—429. S2CID 16953763. doi:10.1515/COMM.2009.025.
- Hirsh J. B.; DeYoung C. G.; Xu X.; Peterson J. B. (2010). „Compassionate Liberals and Polite Conservatives: Associations of Agreeableness with Political Ideology and Moral Values”. Personality and Social Psychology Bulletin. 95 (2): 655—664. PMID 20371797. S2CID 15424276. doi:10.1177/0146167210366854.
- Morisano D.; Hirsh J. B.; Peterson J. B.; Pihl R. O.; Shore B. M. (2010). „Setting, elaborating, and reflecting on personal goals improves academic performance”. Journal of Applied Psychology. 36 (5): 255—264. PMID 20230067. doi:10.1037/a0018478.
- Hirsh J. B.; Mar R. A.; Peterson J. B. (2012). „Psychological Entropy: A Framework for Understanding Uncertainty-related Anxiety”. Psychological Review. 119 (2): 304—320. PMID 22250757. doi:10.1037/a0026767.